# دوري هونغ كونغ لكرة القدم 1923–24
دوري هونغ كونغ لكرة القدم 1923–24 هو موسم من دوري هونغ كونغ لكرة القدم ‏. فاز فيه نادي جنوب الصين.